# Los Angeles Clippers

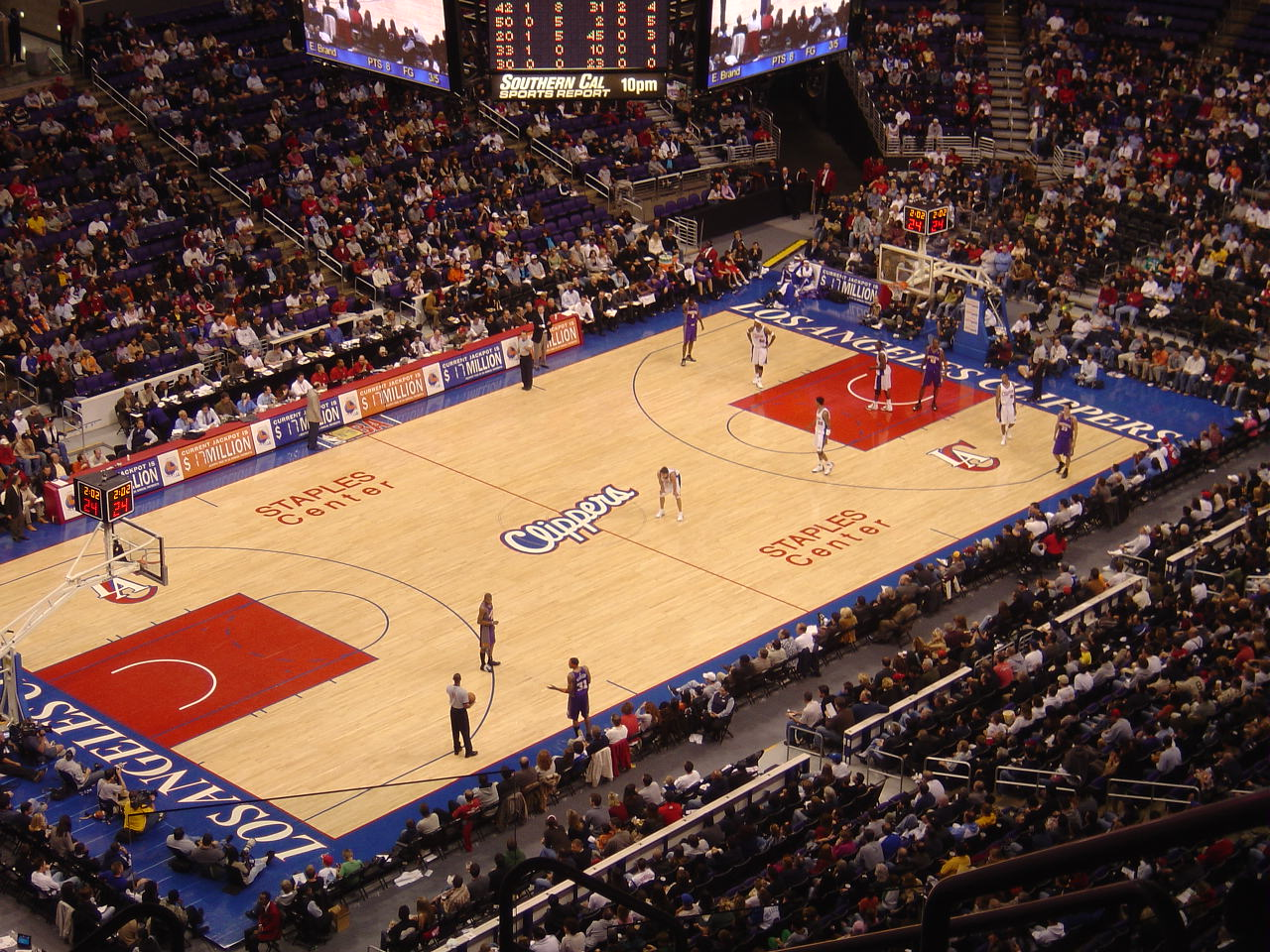
Staples Center, domácí hala Clippers, 2004

Los Angeles Clippers je basketbalový tým hrající v Intuit Dome v Los Angeles severoamerickou ligu National Basketball Association. Patří do Pacifické divize Západní konference NBA.
Tým byl založen roku 1970 pod názvem Buffalo Braves, postupně sídlil ve třech městech a nosil tyto názvy:
- Buffalo Braves (Buffalo): 1970–1978
- San Diego Clippers (San Diego): 1978–1984
- Los Angeles Clippers: 1984–současnost

Divizní tituly: 2 – 2013, 2014

## Statistika týmu v NBA
| Sezóna               | Výhry          | Prohry         | %              | Účast v play-off                  | Výsledky v play-off                                 |
| Buffalo Braves       | Buffalo Braves | Buffalo Braves | Buffalo Braves | Buffalo Braves                    | Buffalo Braves                                      |
| -------------------- | -------------- | -------------- | -------------- | --------------------------------- | --------------------------------------------------- |
| 1970–71              | 22             | 60             | 26,8           |                                   |                                                     |
| 1971–72              | 22             | 60             | 26,8           |                                   |                                                     |
| 1972–73              | 21             | 61             | 25,6           |                                   |                                                     |
| 1973–74              | 42             | 40             | 51,2           | Konferenční semifinále            | 2:4 Boston Celtics                                  |
| 1974–75              | 49             | 33             | 59,8           | První kolo                        | 3:4 Washington Bullets                              |
| 1975–76              | 46             | 36             | 56,1           | První kolo Konferenční semifinále | 2:1 Philadelphia 76ers 2:4 Boston Celtics           |
| 1976–77              | 30             | 52             | 36,6           |                                   |                                                     |
| 1977–78              | 27             | 55             | 32,9           |                                   |                                                     |
| San Diego Clippers   |                |                |                |                                   |                                                     |
| 1978–79              | 43             | 39             | 52,4           |                                   |                                                     |
| 1979–80              | 35             | 47             | 42,7           |                                   |                                                     |
| 1980–81              | 36             | 46             | 43,9           |                                   |                                                     |
| 1981–82              | 17             | 65             | 20,7           |                                   |                                                     |
| 1982–83              | 25             | 57             | 30,5           |                                   |                                                     |
| 1983–84              | 30             | 52             | 36,6           |                                   |                                                     |
| Los Angeles Clippers |                |                |                |                                   |                                                     |
| 1984–85              | 31             | 51             | 37,8           |                                   |                                                     |
| 1985–86              | 32             | 50             | 39,0           |                                   |                                                     |
| 1986–87              | 12             | 70             | 14,6           |                                   |                                                     |
| 1987–88              | 17             | 65             | 20,7           |                                   |                                                     |
| 1988–89              | 21             | 61             | 25,6           |                                   |                                                     |
| 1989–90              | 30             | 52             | 36,6           |                                   |                                                     |
| 1990–91              | 31             | 51             | 37,8           |                                   |                                                     |
| 1991–92              | 45             | 37             | 54,9           | První kolo                        | 2:3 Utah Jazz                                       |
| 1992–93              | 41             | 41             | 50,0           | První kolo                        | 2:3 Houston Rockets                                 |
| 1993–94              | 27             | 55             | 32,9           |                                   |                                                     |
| 1994–95              | 17             | 65             | 20,7           |                                   |                                                     |
| 1995–96              | 29             | 53             | 35,4           |                                   |                                                     |
| 1996–97              | 36             | 46             | 43,9           | První kolo                        | 0:3 Utah Jazz                                       |
| 1997–98              | 17             | 65             | 20,7           |                                   |                                                     |
| 1998–99              | 9              | 41             | 18,0           |                                   |                                                     |
| 1999–2000            | 15             | 67             | 20,7           |                                   |                                                     |
| 2000–01              | 31             | 51             | 37,8           |                                   |                                                     |
| 2001–02              | 39             | 43             | 47,6           |                                   |                                                     |
| 2002–03              | 27             | 55             | 32,9           |                                   |                                                     |
| 2003–04              | 28             | 54             | 34,1           |                                   |                                                     |
| 2004–05              | 37             | 45             | 45,1           |                                   |                                                     |
| 2005–06              | 47             | 35             | 57,3           | První kolo Konferenční semifinále | 4:1 Denver Nuggets 3:4 Phoenix Suns                 |
| 2006–07              | 40             | 42             | 48,8           |                                   |                                                     |
| 2007–08              | 23             | 59             | 28,0           |                                   |                                                     |
| 2008–09              | 19             | 63             | 23,2           |                                   |                                                     |
| 2009–10              | 29             | 53             | 35,4           |                                   |                                                     |
| 2010–11              | 32             | 50             | 39,0           |                                   |                                                     |
| 2011–12              | 40             | 26             | 60,6           | První kolo Konferenční semifinále | 4:3 Memphis Grizzlies 0:4 San Antonio Spurs         |
| 2012–13              | 56             | 26             | 68,3           | První kolo                        | 2:4 Memphis Grizzlies                               |
| 2013–14              | 57             | 25             | 69,5           | První kolo Konferenční semifinále | 4:3 Golden State Warriors 2:4 Oklahoma City Thunder |
| 2014–15              | 56             | 26             | 68,3           | První kolo Konferenční semifinále | 4:3 San Antonio Spurs 3:4 Houston Rockets           |
| 2015–16              | 53             | 29             | 64,6           | První kolo                        | Portland Trail Blazers                              |
| Celkem               | 1469           | 2255           | 39,4           |                                   |                                                     |
| Play-off             | 39             | 52             | 42,9           |                                   |                                                     |